# Isola di Amity
L'isola di Amity è un'isola immaginaria che fa da sfondo ai film Lo squalo (1975), Lo squalo 2 (1978) e Lo squalo 4 - La vendetta (1987).

## Geografia
Nel film Lo Squalo 2 viene indicato chiaramente dove si trova l'isola di Amity: il gruppo di velisti giunge infatti al piccolo scoglio con stazione elettrica chiamato Cable Junction ed uno di essi dice "oltre di esso c'è l'Atlantico", la collocazione dell'isola di Amity è quindi sulla costa atlantica. Nel film Lo Squalo, inoltre, Hooper apre il canale digestivo di un piccolo squalo tigre catturato da alcuni pescatori locali e rinviene una targa della Louisiana, dicendo quindi che "viene dalla Corrente del Golfo".
Che si tratti della costa atlantica, ed in particolare della costa del New England, è desumibile anche dal primo dialogo tra Martin Brody ed il Sindaco di Amity: quest'ultimo infatti, di fronte al richiesto divieto di balneazione, risponde che la cittadina vive di turismo estivo e che ponendo il divieto i turisti sarebbero andati a spendere i loro dollari nelle spiagge di Long Island e Cape Cod, note località balneari rispettivamente dello stato di New York e del Massachusetts. In diversi dialoghi si fa inoltre riferimento alle targhe del New Jersey delle auto dei turisti.
Nei film le riprese dell'isola si sono svolte nei pressi di Martha's Vineyard, Massachusetts.
Il nome dell'isola potrebbe essere un riferimento al famoso villaggio di Amityville, sulla costa di Long Island.

## Versione del libro
Nel libro di Peter Benchley dal quale i film sono tratti, Amity non è un'isola ma una città situata a sud di Long Island. Il libro descrive Amity come una cittadella "a metà tra Bridgehampton e East Hampton".